# Coast Guard Distinguished Service Medal
Die Coast Guard Distinguished Service Medal ist eine hohe Auszeichnung der Vereinigten Staaten für persönliche Verdienste in der United States Coast Guard (Küstenwache) und wurde am 4. August 1949 gestiftet. Bis zu diesem Zeitpunkt waren die Mitglieder der United States Coast Guard berechtigt, die Navy Distinguished Service Medal zu erhalten. Die Homeland Security Distinguished Service Medal, welche die Transportation Distinguished Service Medal 2002 ersetzt hat, ist eine weitere Auszeichnung, die Mitglieder der United States Coast Guard erhalten können.
Diese Auszeichnung ist in der Pyramid of Honor wie die Distinguished Service Medal des Verteidigungsministeriums der Vereinigten Staaten (Defense Distinguished Service Medal) sowie die der einzelnen Teilstreitkräfte (Navy, Army, Air Force und Homeland Security) angesiedelt, jedoch unter den Verdienstkreuzen (Coast Guard Cross, Distinguished Service Cross, Navy Cross und Air Force Cross).
Eine Stufe unter der Coast Guard Distinguished Service Medal rangiert der Silver Star.